# Save Me (Queen)
Save Me è un singolo dei Queen pubblicato nel 1980.

## Descrizione
Il brano venne composto da Brian May, che suonava il pianoforte oltre alla sua solita Red Special. Il testo fu ispirato da un amico di May la cui relazione finì. Nelle versioni dal vivo veniva inserita una introduzione al pianoforte, assente nella versione studio.
Il singolo venne registrato nel 1979 e pubblicato nel Regno Unito il 25 gennaio 1980, quasi sei mesi prima dell'uscita dell'album The Game. È stato in classifica sei settimane toccando l'apice all'11º posto.
Questo brano fu eseguito nei concerti tra il 1979 e il 1982. Degna di nota è l'esecuzione al Montreal Forum nel novembre 1981, quando i Queen si esibirono nel concerto che venne poi registrato nel Queen Rock Montreal; Save Me è stato incluso in Greatest Hits del 1981.
Save Me divenne uno dei brani del complesso più popolari in tutto il Sud America; fu anche pubblicato come singolo in formato 12" in Venezuela per promuovere il tour del gruppo in questo paese nel 1981.

## Tracce
7" (Regno Unito)
- Lato A

1. Save Me – 3:48 (Brian May)

- Lato B

1. Let Me Entertain You (Live) – 3:05 (Freddie Mercury)

7" (Australia, Canada, Giappone, Stati Uniti)
- Lato A

1. Save Me – 3:48 (Brian May)

- Lato B

1. Sheer Heart Attack (Live) – 3:36 (Roger Taylor)

## Formazione
Gruppo
- Freddie Mercury – voce, cori
- Brian May – chitarre, pianoforte, sintetizzatore, cori
- John Deacon – basso
- Roger Taylor – batteria, cori

Altri musicisti
- Reinhold Mack – sintetizzatore aggiuntivo